# I mafiusi di la Vicaria
I mafiusi di la Vicaria (auch I mafiusi de la Vicaria (di Palermo); deutsch Die Mafiosi des Gefängnisses von Vicaria) ist ein – im auslaufenden 19. Jahrhundert – höchst erfolgreiches, im sizilianischen Dialekt verfasstes, 1864 uraufgeführtes Lustspiel. Über die beiden Autoren ist lediglich bekannt, dass sie zu einer Gruppe Wanderschauspieler gehörten. I mafiusi di la Vicaria ist für die Etymologie einiger sizilianischer Wörter, insbesondere des Wortes Mafia, von fundamentaler Bedeutung.

## Inhalt
In der Komödie geht es um eine Gruppe von Häftlingen, welche zusammen im Ucciardone-Gefängnis von Palermo einsitzen. Ihre Organisation gleicht der tatsächlichen Mafia, so lässt sich nicht nur eine klare Hierarchie in der Gruppe erkennen, sondern auch das sogenannte Initiationsritual spielt eine Rolle.
Interessant hierbei erscheint, dass I mafiusi di la Vicaria die erste Darstellung einer ehrenhaften und guten Mafia ist, so hält der Capo der Häftlinge nicht nur seine Gefolgsleute davon ab Schwächere auszurauben, sondern bittet auch kniend um Vergebung, als ein Zeuge, welcher bei der Polizei ausgesagt hat, scheinbar zufällig stirbt. Zum Ende des Stückes verlässt der Capo seine Gruppe und schließt sich einer Arbeiterorganisation an.

## Etymologischer Gehalt
Das Lustspiel hat die Bedeutung des Wortes Mafia grundlegend geprägt: Mit dem Aufkommen des Stückes betitelten immer mehr sizilianische Bürger die kriminelle Organisation(en) Mafia und analog Verbrecher (welche ähnlich handelten wie die im Stück) Mafiosi. Die Behauptung jedoch, allein I mafiusi di la Vicaria habe das Wort Mafia landesweit verbreitet, stimmt nicht. Dies geschah erst durch eine von der Regierung angestoßene Diskussion.
Auch das Wort pizzu erlangte durch die Komödie neben seiner eigentlichen Bedeutung Schnabel eine weitere: Über die Wendung sich den Schnabel nass machen können wurde das Wort bald synonym zu Schutzgeld verwendet.